# Reiner (Name)
Reiner ist ein männlicher Vorname und ein Familienname. Er ist eine andere Schreibweise von Rainer.

## Verbreitung
In Deutschland wird der Name Reiner seit 20 Jahren fast jedes Jahr bei der Namenswahl berücksichtigt. Von 2010 bis 2023 wurde er etwa 200 Mal vergeben. In der Schweiz tragen 259 Personen den Namen (Stand 2023). Der Name wurde in Österreich von 1984 bis Anfang der 1980er Jahre noch fast jährlich vergeben, danach fand seine Vergabe nur noch sporadisch statt. Seitdem wurde er 22 Mal gewählt.
Der Name wird in den nordischen Ländern Dänemark, Norwegen und Schweden nur selten vergeben. In Tschechien belegte er im Jahr 1941 Rang 161. Reiner befindet sich in den USA seit Mitte der 1950er Jahre in den Hitlisten. Der Name wird aber eher selten gewählt, von 1930 bis 2023 circa 300 Mal. Die Vergabe ist auch in Belgien, Schottland und Kanada nachgewiesen.

## Varianten
- deutsch: Rainer, Reiner, Reinher
- finnisch: Raino, Rauno
- französisch: Rainier, Renier, Rénier
- italienisch: Ranieri, Raniero, Renieri
- isländisch: Ragnar
- lateinisch: Raginherus, Reginherus, Reinherus, Reynerus
- polnisch: Rajner
- norwegisch: Ragnar
- portugiesisch: Rainério
- schwedisch: Ragnar, Rainer
- spanisch: Raniero, Rainiero, Reinier, Reynier

Kurzformen
- Raik, Reik

## Einname
- Reiner von Meißen († 1066), Bischof von Meißen
- Reiner von Huy (um 1125), Goldschmied und Metallgießer in Huy, Belgien
- Reiner von Osnabrück († 1233), Einsiedler
- Reiner der Deutsche († 13./14. Jh.) lateinischer Autor
- Reiner von Bocholtz († 1585), Abt von Kloster Corvey
- Reiner von Landau (1585–1637), Abt von Melk

## Vorname
- Reiner Ackermann (* 1958), deutscher Fußballspieler
- Reiner Alhaus (* 1955), deutscher Fußballspieler und -trainer
- Reiner Anselm (* 1965), deutscher Theologe und Hochschullehrer
- Reiner Bredemeyer (1929–1995), deutscher Komponist
- Reiner Calmund (* 1948), deutscher Fußballfunktionär
- Reiner Dennewitz (* 1937), deutscher Komponist
- Reiner Geye (1949–2002), deutscher Fußballspieler und -funktionär
- Reiner Groß (* 1937), deutscher Historiker
- Reiner Haseloff (* 1954), deutscher Politiker (CDU)
- Reiner Heeb (1935–2023), deutscher Landrat
- Reiner Kirsten (* 1969), deutscher volkstümlicher Schlagersänger und Moderator
- Reiner Klimke (1936–1999), deutscher Dressurreiter
- Reiner Kunze (* 1933), deutscher Schriftsteller und Übersetzer
- Reiner Maurer (* 1960), deutscher Fußballspieler und -trainer
- Reiner Müller (1879–1953), deutscher Hygieniker und Bakteriologe
- Reiner Pfeiffer (1939–2015), deutscher Journalist
- Reiner Schöne (* 1942), deutscher Schauspieler, Synchronsprecher und Sänger
- Reiner Süß (1930–2015), deutscher Sänger (Bass)
- Reiner Stach (* 1951), deutscher Literaturwissenschaftler und Publizist
- Reiner Uthoff (1937–2024), deutscher Schriftsteller, Theaterleiter und Kabarettist
- Reiner Wirl († 1763), deutscher Bildhauer
- Reiner Zimnik (1930–2021), deutscher Zeichner, Maler und Schriftsteller

## Familienname
- Alexander Reiner (1885–1960), deutscher Zahnarzt, SS-Führer und KZ-Kommandant
- Alysia Reiner (* 1970), US-amerikanische Schauspielerin
- Ambrosius Reiner (1604–1672), deutscher Hofkapellmeister, Organist und Komponist
- Anni Reiner (1891–1972), deutsch-schweizerische Autorin
- Anna Reiner, Pseudonym von Anna Gmeyner (1902–1991), österreichisch-britische Schriftstellerin
- Anton Reiner (1896–1994), deutscher Politiker (CDU)
- Carl Reiner (1922–2020), US-amerikanischer Filmschaffender
- Charles Reiner (1924–2004), kanadischer Pianist und Musikpädagoge
- Christian Reiner (* 1970), deutscher Sprecher
- Constantin Reiner (* 1997), österreichischer Fußballspieler
- Ella Lingens-Reiner (1908–2002), österreichische Ärztin
- Erica Reiner (1924–2005), ungarisch-amerikanische Altorientalistin
- Ernst Reiner (1886–1963), deutscher Fabrikant
- Estelle Reiner (1914–2008), US-amerikanische Schauspielerin
- Franz Reiner (* 1967), US-amerikanischer Manager
- Franz Xaver Reiner (1790–1837), deutscher Pädiater
- Fritz Reiner (1888–1963), US-amerikanischer Dirigent
- Fritz Reiner (Politiker) (1880–1925), österreichischer Politiker (CSP), Abgeordneter zum Nationalrat
- Gregor Leonhard Reiner (1756–1807), deutscher Philosoph und Hochschullehrer
- Grete Reiner (1892–1944), deutsche Übersetzerin und Herausgeberin
- Guido Reiner SJ (1925–2020), französischer römisch-katholischer Geistlicher, Jesuit und Germanist
- Günter Reiner (* 1963), deutscher Rechtswissenschaftler
- Gustav Reiner (1953–2007), deutscher Motorradrennfahrer
- Hans Reiner (1896–1991), deutscher Philosoph
- Hans Rohr-Reiner (1860–1945), Schweizer Rechtsanwalt
- Heinrich Reiner (1892–1946), deutscher Politiker (NSDAP)
- Helmut Reiner (* 1944), deutscher Fußballspieler
- Hermann Reiner (1897–1966), deutscher Politiker, MdL Württemberg
- Imre Reiner (1900–1987), ungarischer Maler und Grafiker
- Irving Reiner (1924–1986), US-amerikanischer Mathematiker
- Jacob Reiner (um 1559–1606), deutscher Komponist und Kapellmeister
- Jared Thomas Reiner (* 1982), US-amerikanischer Basketballspieler
- Jonathan Reiner (* 1994), österreichischer Musiker
- Josef Reiner (1863–1931), deutsch-böhmischer Kunstmaler
- Joseph Reiner (1765–1797), österreichischer römisch-katholischer Geistlicher, Botaniker, Entomologe und Mineraliensammler
- Karel Reiner (1910–1979), tschechischer Komponist
- Lenka Reiner (1916–2008), tschechische Schriftstellerin und Journalistin
- Lucas Reiner (* 1960), US-amerikanischer Maler, Grafiker und Fotograf, siehe Lenka Reinerová
- Ludwig Reiner (Agrarwissenschaftler) (1937–2023), deutscher Agrarwissenschaftler
- Ludwig Reiner (Fußballspieler) (* 1971), österreichischer Fußballspieler
- Manfred Reiner (1937–2023), deutscher Fußballspieler und -trainer
- Margarete Obernik-Reiner (1893–1948), israelische Sozialarbeiterin
- Markus Reiner (1886–1976), österreichisch-israelischer Ingenieur und Rheologe
- Martin Reiner (Bildhauer) (1900–1973), tschechischer Bildhauer
- Martin Reiner (Schriftsteller) (eigentlich Martin Pluhácek; * 1964), tschechischer Schriftsteller
- Martin Reiner (Wirtschaftswissenschaftler) (* 1966), deutscher Wirtschaftswissenschaftler
- Max Reiner (Mediziner) (1867–1913), österreichischer Chirurg und Orthopäde
- Max Reiner (Journalist) (1883–1944), österreichisch-deutscher Journalist
- Max Reiner, Pseudonym von Taylor Caldwell (1900–1985), US-amerikanische Schriftstellerin
- Maximilian Reiner (1864–1937), jüdischer Funktionär in Prag
- Maxine Reiner (1916–2003), US-amerikanische Schauspielerin
- Maya Reiner (* 1952), deutsche Architektin und Hochschullehrerin
- Michael Reiner (* 1985), österreichischer Politiker (FPÖ)
- Othmar Reiner (1542–1613), Schweizer Bürgermeister
- Paul Reiner (1886–1932), deutscher Chemiker und Reformpädagoge
- Resi Reiner (* 1996), österreichische Schauspielerin
- Rob Reiner (* 1947), US-amerikanischer Regisseur
- Robert Reiner (* 1946), britischer Kriminologe
- Rolf Reiner (Rudolf Reiner; 1899–1944), deutscher Politiker (NSDAP) und SS-Gruppenführer
- Rudolf Reiner, Pseudonym von Ruth Bunkenburg (1922–2015), deutsche Schriftstellerin
- Rudolf Reiner (Musiker) (1929–2008), US-amerikanischer Violinist und Blasmusiker
- Sabine Reiner (* 1981), österreichische Langstreckenläuferin
- Siegfried Reiner (1909–1982), deutscher Basketballspieler und -funktionär
- Thomas Reiner (Schauspieler) (1926–2024), deutscher Schauspieler
- Thomas Reiner (Komponist) (* 1959), deutsch-australischer Komponist und Musiker
- Thomas Reiner (Trompeter) (* 1969), deutscher Trompeter, Dirigent und Hochschullehrer
- Tracy Reiner (* 1964), US-amerikanische Schauspielerin
- Wenzel Lorenz Reiner (1689–1743), böhmischer Maler
- Željko Reiner (* 1953), kroatischer Arzt und Politiker